# Émissions diffusées sur la webtélé de Vrak.TV
Des émissions sont diffusées sur la webtélé de VRAK.TV depuis septembre 2008. La webtélé de VRAK.TV se trouve sur son site Web.

## Liste des émissions diffusées sur la webtélé
- C.A.M.P.
- Ça plane pour moi!
- Ça sent drôle
- Fan Club
- H2O
- Il était une fois dans le trouble
- Le Loup-garou du campus
- Le Steph show
- Qui mène le bal?
- Qui veut partir?
- VRAK la vie
- Une grenade avec ça? - saison 9

## Liste des émissions ayant été diffusées sur la webtélé
- Une grenade avec ça? - saison 8 : deux épisodes ont été diffusés par erreur et VRAK.TV les a retirés.